# 4DX

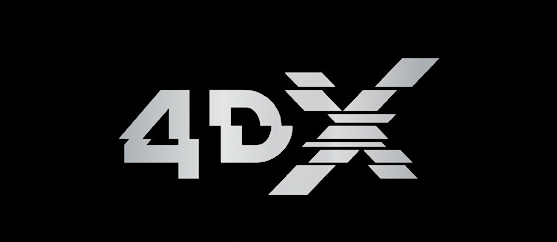
Logo ufficiale.

4DX è una tecnologia cinematografica sviluppata dalla compagnia sud-coreana CJ 4DPLEX. 4DX consente a una proiezione cinematografica di essere aumentata con effetti ambientali quali il movimento delle poltrone, odori, nebbia e vento assieme all'audio e video tradizionali. Per questo le sale devono essere specificamente progettate e attrezzate con la tecnologia 4DX. Questo tipo di esperienza fu introdotta a livello commerciale nel 2009 con l'uscita del film Viaggio al centro della Terra 3D a Seul, in Corea del Sud.

## Descrizione
Una sala può essere costruita o aggiornata con speciali attrezzature per supportare le caratteristiche 4DX, che includono:
- Movimento delle poltrone (inclinazione avanti, indietro, destra e sinistra, sollevamento, caduta)
- Soffi d'aria in faccia
- Soffi d'aria a destra e sinistra del collo
- Spruzzi d'acqua
- Pioggia
- Vento
- Solletico alle gambe
- Colpi alla schiena
- Lampi di luce
- Nebbia
- Odori (da un assortimento di oltre 1000 tipi)
- Bolle di sapone

## Paesi dove è presente 4DX
A luglio 2017, la tecnologia 4DX è presente in 50 nazioni:
Austria, Brasile, Bulgaria, Canada, Cambogia, Cile, Cina, Colombia, Costa Rica, Croazia, Corea del Sud, Egitto, Emirati Arabi Uniti, Filippine, Francia, Belgio, Giappone, Gran Bretagna, Guatemala, Hong Kong, India, Indonesia, Israele, Kuwait, Libano, Messico, Norvegia, Oman, Panama, Perù, Polonia, Porto Rico, Portogallo, Qatar, Repubblica Ceca, Repubblica Dominicana, Romania, Russia, Serbia, Slovacchia, Stati Uniti d'America, Svizzera, Taiwan, Thailandia, Turchia, Ucraina, Ungheria, Venezuela e Vietnam, con nuove sale in preparazione nelle Bahamas, in Giordania e Malaysia. Non ci sono notizie di un prossimo arrivo di questa tecnologia nelle sale italiane.